# Delaware Water Gap
Cet article concerne l'aspect géologique du site. Pour le borough, voir Delaware Water Gap (Pennsylvanie).
Le Delaware Water Gap est une cluse où le fleuve Delaware traverse une crête du massif des Appalaches à la frontière des États américains du New Jersey et de Pennsylvanie.
Le Delaware Water Gap est le site de la Delaware Water Gap National Recreation Area, qui est une zone principalement consacrée à des fins récréatives comme le rafting, le canoë, la baignade, la pêche sportive, la randonnée pédestre et l'escalade.